# Veenpiraat
De veenpiraat (Pirata tenuitarsis) is een spinnensoort in de taxonomische indeling van de wolfspinnen (Lycosidae).
Het dier behoort tot het geslacht Pirata. De wetenschappelijke naam van de soort werd voor het eerst geldig gepubliceerd in 1876 door Eugène Simon.
Het is ene zeldzame soort die op de rode lijst staat als met uitsterven bedreigt.

## Leefgebied
De veenpiraat heeft een voorkeur voor waterrijke biotopen vooral on laagveenmoerassen.  

## Voorkomen
De lengte bedraagt 6 tot 8 mm zonder de poten. De spin heeft acht ogen in drie rijen. Vier op de onderste en telkens twee op de twee rijen daarboven.
Om de veenpiraat van andere wolfspinnen te onderscheiden dient men met een microscoop te kijken naar de genitaalstructuren. Daarnaast hebben mannetjes kenmerkende witte vlekjes op hun achterlijf. Dit kenmerk heeft de poelpiraat echter ook.  
De spin heeft kleine haartjes op de poten waardoor deze op water kan lopen. 

## Levenswijze
De veenpiraat jaagt al lopend en injecteert gif in hun prooi met hun gifkaken. 
Na copulatie draagt de vrouwelijke veenspin de eitjes bij zit in een witte cocon aan het achterlijf. Na het uitkomen blijven ze nog een paar dagen aan de moeder hangen. 
Verplaatsen over verdere afstanden kunnen ze doen met Ballooning. 